# Crenosoma vulpis
Crenosoma vulpis (von lateinisch vulpes ‚Fuchs‘) ist ein Parasit der Lunge von Hunden aus der Gruppe der Fadenwürmer. Hauptwirt dieses Lungenwurms ist der Rotfuchs, aber auch Haushunde, Marderhunde, Wölfe und Kojoten werden befallen. Die von ihm ausgelöste Erkrankung wird als Crenosomose bezeichnet. Weibliche Würmer sind 12 bis 16 mm lang, männliche 4 bis 8 mm. Der Parasit kommt in weiten Teilen Europas, aber auch im Osten Kanadas und Alaska vor.

## Lebenszyklus
Zwischenwirt von Crenosoma vulpis sind Schnecken, in denen sich die ansteckungsfähige Drittlarve (L3) entwickelt. Nach Aufnahme infizierter Schnecken bohren sich die Larven durch die Dünndarmwand des Wirtes und gelangen über die Pfortader in die Leber. Über die Lebervene und die Vena cava caudalis gelangen sie in das Herz und von dort über die Lungenarterie in die Lunge des Wirts. Larven können bereits sechs Stunden nach der Infektion in der Lunge nachgewiesen werden. Nach vier Tagen findet die dritte und nach weiteren vier die vierte Häutung statt. Die daraus entstehenden Präadulten wandern von den Bronchioli in die Bronchien (→ Bronchialsystem) und reifen dort zu Adulten. Die Adulten beginnen mit einer Präpatenz von 19 Tagen mit der Bildung von Erstlarven. Diese werden hochgehustet, abgeschluckt und gelangen nach Passage des Verdauungskanals in die Außenwelt. Erstlarven sind 240 bis 310 µm lang und haben ein leicht abgebogenes Hinterende. Adulte Würmer können neun Monate oder sogar länger leben.